# Cabaletta
Cabaletta es un término musical italiano con el que se identifica la segunda parte del aria en la ópera del siglo XIX, de un ritmo más animado que el de la precedente, llamada cavatina o cantabile.
Generalmente la cabaletta representa una intensificación de las emociones o una irresoluble toma de decisión, representada musicalmente mediante la aceleración del ritmo, a menudo provocada por la intervención de otro personaje o del coro en el llamado tempo di mezzo, que la separa del cantabile donde generalmente se expresan sentimientos.
Sobre el origen de la palabra algunas fuentes sugieren que proceda de cobola, copla en italiano, mientras que frecuentemente se la hace derivar de cavallo, aludiendo al ritmo palpitante  de una cabalgada. Se define por primera vez en 1826.
Mientras que en las óperas del primer romanticismo italiano cavatina y cabaletta se yuxtaponen normalmente sin ninguna otra intervención, en su forma definitiva es habitual que las separe el tempo di mezzo, donde intervienen otros personajes de la acción, y que en ocasiones puede ser bastante largo. En esta forma definitiva, la cabaletta consta de una estrofa que se repite con algunas variaciones para terminar de forma virtuosa y brillante.
Posteriormente, el término cabaletta se extiende a la parte rápida con la que termina cualquier conjunto vocal operístico, incluso aquellos en los que intervienen más cantantes, aunque también se usa en estos casos el término stretta.
Ejemplos clásicos de cabalettas son:
- "Non più mesta" de La Cenicienta de Rossini (1817).
- "Vien diletto, é en ciel la luna" de I Puritani de Bellini (1835).
- "Spargi d'amaro pianto" de Lucía de Lammermoor de Donizetti (1835).
- "Possente amor mi chiama" de Rigoletto de Verdi (1851).
- "Di quella pira" de El Trovador de Verdi (1853).
- "No, non udrai rimproveri" de La Traviata de Verdi (1853).

Como ejemplo de cabaletta en un dueto:
- "Infelice, il veleno bebesti" de Lucrezia Borgia de Donizetti (1833).